# Don't Forget
Don't Forget is het eerste studioalbum van de Amerikaanse singer-songwriter Demi Lovato. Het werd op 23 september 2008 uitgebracht in de V.S., waar het op de 2e plaats binnenkwam in de Billboard 200. In april 2009 werd het ook uitgebracht in het Verenigd Koninkrijk.

## Tracklist
| 1.                 | La La Land                         | Lovato, Nick Jonas, Joe Jonas, Kevin Jonas II | 3:16 |
| 2.                 | Get Back                           | Lovato, Nick Jonas, Joe Jonas, Kevin Jonas II | 3:20 |
| 3.                 | Trainwreck                         | Lovato                                        | 3:18 |
| 4.                 | Party                              | Lovato, John Fields, Robert Schartzman        | 3:52 |
| 5.                 | On the Line (Feat. Jonas Brothers) | Lovato, Nick Jonas, Joe Jonas, Kevin Jonas II | 3:26 |
| 6.                 | Don't Forget                       | Lovato, Nick Jonas, Joe Jonas, Kevin Jonas II | 3:43 |
| 7.                 | Gonna Get Caught                   | Lovato, Nick Jonas, Joe Jonas, Kevin Jonas II | 3:11 |
| 8.                 | Two Worlds Collide                 | Lovato, Nick Jonas, Joe Jonas, Kevin Jonas II | 3:18 |
| 9.                 | The Middle                         | Jason Reeves, Fields, Kara DioGuardi          | 3:05 |
| 10.                | Until You're Mine                  | Adam Watts, Andy Dodd                         | 3:31 |
| 11.                | Believe in Me                      | Lovato, Fields, DioGuardi                     | 3:42 |
| Totale duur: 38:56 |                                    |                                               |      |

## International Edition
Op 19 april 2009 werd de Don't Forget International Edition uitgebracht. Daarbij stonden de volgende nummers op naast de elf nummers van de oorspronkelijke cd:

| Nr. | Titel                                        | Schrijver(s)       | Duur |
| --- | -------------------------------------------- | ------------------ | ---- |
| 12. | Back Around                                  | Lovato, Nick Jonas | 3:10 |
| 13. | Lo Que Soy (Spaanse versie van "This Is Me") | Watts, Dodd        | 3:28 |

## Deluxe Edition
Op 31 maart 2009 werd Don't Forget Deluxe Edition uitgebracht. Daarbij stonden de volgende nummers op naast de elf nummers van de oorspronkelijke cd:

| Nr. | Titel                                        | Schrijver(s)       | Duur |
| --- | -------------------------------------------- | ------------------ | ---- |
| 12. | Behind Enemy Lines                           | Lovato, Nick Jonas | 2:49 |
| 13. | Lo Que Soy (Spaanse versie van "This Is Me") | Watts, Dodd        | 3:28 |

Tevens bevatte de Deluxe Edition een dvd met de volgende inhoud:
- Making The Video: "Get Back"
- "Get Back" videoclip
- Making The Video: "La La Land"
- "La La Land" videoclip
- Backstage beelden van de Jonas Brothers 2008 Burnin' Up Tour
- "Don't Forget": liveoptreden
- Behind The Scenes en Foto Slideshow van de album-fotoshoot
- In The Studio With Demi Lovato: opname van "Party", "Gonna Get Caught" & "Behind Enemy Lines"